# ECO-Cup
Der ECO-Cup war ein Fußball-Wettbewerb für die Mitglieder der ECO (Organisation für wirtschaftliche Zusammenarbeit). Früher war er als RCD-Cup bekannt (Regional Corporation for Development). Der ECO-Cup wurde zuletzt 1993 ausgetragen.
Die Teilnehmerländer waren Iran, Türkei, Pakistan, Aserbaidschan, Kasachstan, Kirgisistan, Tadschikistan und Turkmenistan. Afghanistan und Usbekistan haben nie teilgenommen. 1993 hat die Türkei nicht teilgenommen.

## Turnierformat
Der RCD-Cup war von 1964 bis 1974 ein drei-Nationen-Turnier. 1993 war der ECO-Cup ein sieben-Nationen-Turnier mit zwei Gruppen. Es gab kein Spiel um den 3. Platz.
| Jahr         | Veranstaltungsort  | Gewinner | Zweiter      | Dritter                         |
| ------------ | ------------------ | -------- | ------------ | ------------------------------- |
| 1965 Details | Teheran, Iran      | Iran     | Türkei       | Pakistan                        |
| 1967 Details | Dhaka, Ostpakistan | Türkei   | Iran         | Pakistan                        |
| 1969 Details | Ankara, Türkei     | Türkei   | Iran         | Pakistan                        |
| 1970 Details | Teheran, Iran      | Iran     | Türkei       | Pakistan                        |
| 1974 Details | Karachi, Pakistan  | Türkei   | Iran         | Pakistan                        |
| 1993 Details | Teheran, Iran      | Iran     | Turkmenistan | Tadschikistan und Aserbaidschan |

## Siege
| Anzahl | Nationen | Jahr             |
| ------ | -------- | ---------------- |
| 3 ×    | Iran     | 1965, 1970, 1993 |
| 3 ×    | Türkei   | 1967, 1969, 1974 |

## Die Teilnehmer
| Nationen      | Total | Jahr                               |
| ------------- | ----- | ---------------------------------- |
| Iran          | 6     | 1965, 1967, 1969, 1970, 1974, 1993 |
| Pakistan      | 6     | 1965, 1967, 1969, 1970, 1974, 1993 |
| Türkei        | 5     | 1965, 1967, 1969, 1970, 1974       |
| Tadschikistan | 1     | 1993                               |
| Turkmenistan  | 1     | 1993                               |
| Aserbaidschan | 1     | 1993                               |
| Kirgisistan   | 1     | 1993                               |
| Kasachstan    | 1     | U21 Team 1993                      |

## Gewinnermannschaften
Iran 1965
- Aziz Asli
- Mohammad Ranjbar
- Parviz Ghelichkhani
- Hassan Habibi
- Mehrab Shahrokhi
- Hassan Jamali
- Mostafa arabischen
- Jalal Talebi
- Akbar Eftekhari
- Fariborz Esmaili
- Homayoun Behzadi
- Ali Jabbari
- Trainer: Hossein Fekri

Türkei 1967
- Ali Artuner
- Fehmi Sağınoğlu
- Yılmaz Şen
- Nevzat Güzelırmak
- Talat Özkarslı
- Ercan Aktuna
- Ayhan Elmastaşoğlu
- Şeref Has
- Fevzi Zemzem
- Faruk Karadoğan
- Ogün Altıparmak
- Sanlı Sarıalioğlu
- Nedim Doğan
- Trainer: Adnan Süvari

Türkei 1969
- Sabri Dino
- Ayhan Aşut
- Nuri Toygun
- Kamuran Yavuz
- Ercan Aktuna
- Yılmaz Şen
- Mesut Şen
- Can Bartu
- Yusuf Tunaoğlu
- Nihat Yayoz
- Ender Konca
- Mümin Özkasap
- Metin Kurt
- Sanlı Sarıalioğlu
- Trainer: Abdullah Gegiç

Iran 1970
- Nasser Hejazi
- Jafar Kashani
- Ibrahim Ashtiani
- Hassan Habibi
- Reza Vatankhah
- Karo Haqverdian
- Parviz Mirza Hassan
- Mehdi Monajati
- Hossein Kalani
- Gholam Vafakhah
- Haj Mohammad Mehdi
- Ali Parvin
- Mahmoud Yavari
- Trainer: Mohammad BayAti

Türkei 1974
- Yasin Özdenak
- Ahmet Bortecene
- Niko Kovi
- İsmail Arca
- Müjdat Yalman
- Tuncay Temeller
- Bülent Ünder
- Mehmet Türkan
- Doğan Küçükduru
- Melih Atacan
- Tuğrul Şener
- Sinan Alayoğlu
- Trainer: Coşkun Özarı

Iran 1993
- Ahmad Reza Abedzadeh
- BEHZAD Gholampour
- Javad Zarincheh
- Nader Mohammadkhani
- Sadegh Varmazyar
- Mohammad Khakpour
- Yahya Golmohammadi
- Afshin Peyrovani
- Farshad Falahatzadeh
- Arash Noamouz
- Hamid Derakhshan
- Mehdi Fonoonizadeh
- Karim Bagheri
- Sirous Dinmohammadi
- Reza Rezaeimanesh
- Hamid Estili
- Mohsen Garousi
- Ali Asghar Modir Roosta
- Majid Namjoo-Motlagh
- Ali Akbar Yousefi
- Javad Manafi
- Hassan Shirmohammadi
- Samad Marfavi
- Ali Daei
- Trainer: Ali Parvin